# Résolution 1186 du Conseil de sécurité des Nations unies
Membres permanents
- Chine
- États-Unis
- France
- Royaume-Uni
- Russie

Membres non permanents
- Bahrain
- Brésil
- Costa Rica
- Gabon
- Gambie
- Japon
- Kenya
- Portugal
- Slovénie
- Suède

Résolution no 1185 Résolution no 1187
La résolution 1186 du Conseil de sécurité des Nations unies, adoptée à l'unanimité le 21 juillet 1998, après avoir rappelé les résolutions 1105 (1997) et 1110 (1997), a prorogé et renforcé le mandat de la Force de déploiement préventif des Nations unies (FORDEPRENU) en Macédoine jusqu'au 28 février 1999.
La résolution notait que la mission de la FORDEPRENU jouait un rôle important dans le maintien de la paix et de la stabilité en Macédoine et rappelait les résolutions concernant la situation en Albanie, notamment 1101 (1997) et 1114 (1997). Elle a également rappelé la résolution 1160 (1998) qui imposait un embargo sur les armes à la république fédérale de Yougoslavie (Serbie et Monténégro), y compris le Kosovo. La mission de maintien de la paix de la FORDEPRENU a également surveillé la frontière pour empêcher la propagation du conflit et les flux d'armes illégaux.
Le Conseil de sécurité a renforcé la mission de la FORDEPRENU jusqu'à 1 050 hommes et a prolongé son mandat de six mois supplémentaires pour surveiller les dispositions de la résolution 1160. Ce fut la dernière extension du mandat de la Force en raison du veto de la Chine après la reconnaissance de Taiwan par la Macédoine,. Dans les mois suivants, les premiers réfugiés du Kosovo ont traversé la frontière avec la Macédoine, le président macédonien Kiro Gligorov déclarant que la présence de la FORDEPRENU était alors la plus nécessaire. 

## Voir également
- Dislocation de la Yougoslavie
- Guerre du Kosovo
- Guerres de Yougoslavie